# بانگار سفلی
بانگار سفلی، روستایی از توابع بخش ازگله شهرستان ثلاث باباجانی در استان کرمانشاه ایران است.

## اطلاعات کلی
این روستا در دهستان ازگله قرار دارد و براساس سرشماری مرکز آمار ایران در سال ۱۳۸۵، جمعیت آن ۶۱ نفر (۱۲خانوار) بوده‌است.
بانگار یا باندار علیا و سفلی قشلاق یا گرمسیرنشین طایفه باوا می‌باشند. منطقه سردسیر این طایفه روستای نهرآب سیاران (ناراو) از توابع شهر جوانرود و روستای ده توت از توابع شهر شروینه است. مردم این منطقه کرد و از ایل جاف می‌باشند. مذهب آن‌ها سنی شافعی،
شغل اصلی مردم این روستا کشاورزی دامداری و تبادل کالا با کردستان کشور عراق می‌باشد
از جمله جاهای دیدنی بانگار آبشار قلوز موردان - مناطق جنگی و آثار به جا مانده از جنگ ایران و عراق همچنین طبیعت زیبا و حیواناتی همچون روباه - گرگ - کبک - گراز - خرگوش و… را می‌توان نام برد که به زیبای‌های این روستا افزوده است.
همچنین در قسمت جنوب شرق بانگار علیا با حد فاصله ۱/۵ کیلومتری روستای بانگار علیا قرار دارد که جمعیت نزدیک به ۱۵۷ نفر را در خود جا داده است
مردم این روستا نیز کرد و اهل سنت می‌باشند